# Ludwigslust (stacja kolejowa)
Ludwigslust – stacja kolejowa w Ludwigslust, w kraju związkowym Meklemburgia-Pomorze Przednie, w Niemczech. Znajdują się tu 3 perony.
| Ludwigslust                       |  |                           |
| Linia Berlin - Hamburg (170,9 km) |  |                           |
| Grabowodległość: 7,5 km           |  | Jasnitz odległość: 9,9 km |